# Hov (Faeröer)
Hov is een dorp dat behoort tot de gemeente Hovs kommuna in het westen van het eiland Suduroy op de Faeröer. Hov heeft 133 inwoners. De postcode is FO 960. De Viking-aanvoerder Havgrimur woonde in de tiende eeuw in Hov. Zijn begraafplaats bevindt zich in de heuvels boven het dorp maar werd in 1834 ernstig beschadigd toen het graf werd geopend door amateurarcheologen.

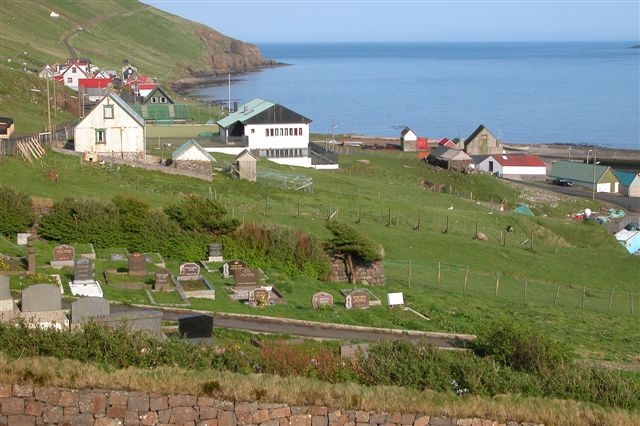
Hov.